# Rifugio Maniago
Das Rifugio Maniago ist eine alpine Schutzhütte in der Gemeinde Erto e Casso in der Stadt Pordenone, nordöstlich von Erto, im Val Zemola, in den Friauler Dolomiten, auf 1730 m s.l.m.. Die Hütte wird von der Sektion Maniago des Club Alpino Italiano betrieben.

## Geschichte
Die Schutzhütte wurde 1963, im Jahr der tragischen Vajont-Katastrophe, erbaut und der Stadt Maniago anvertraut. Ursprünglich hatte es die Eigenschaften eines Biwaks. 1985 wurde sie umgebaut. Ein erneuter Umbau erfolgte im Jahr 2000.

## Zugang
Die Hütte kann über eine Nebenstraße erreicht werden, die aus der Stadt kommt und bis ins Tal und zu einem Parkplatz führt. Von dort führt der Zugang über einen Waldweg aus dem Tal hinaus bis zum Fuß des Monte Duranno. Von der Struktur gibt es Wege in Richtung der anderen Ecke des Tals, der Duranno-Schulter und auf der anderen Seite der Duranno-Gabelung.